# Dasineura pseudacaciae
Dasineura pseudacaciae is een muggensoort uit de familie van de galmuggen (Cecidomyiidae). De wetenschappelijke naam van de soort is voor het eerst geldig gepubliceerd in 1859 door Fitch.